# 庫克縣 (喬治亞州)
庫克縣（英語：Cook County）是美國喬治亞州南部的一個縣。面積604平方公里。根據美國2000年人口普查，共有人口15,771人。縣治艾得爾（Adel）。
成立於1918年11月5日，縣名紀念代表該州的聯邦眾議員、美利堅邦聯將領菲利浦·庫克（Philip Cook）。